# Tortell Poltrona
Jaume Mateu i Bullich, plus connu sous son nom de scène Tortell Poltrona, né à Barcelone le 7 avril 1955, est un clown et dirigeant d'association catalan.
Il est le fondateur de l'organisation humanitaire internationale Clowns Sans Frontières.

## Biographie
Son personnage de scène est le clown Tortell Poltrona, vêtu de costumes amples à carreaux, sur une chemise blanche. Il est maquillé d'un visage blanc, et affublé d'un grand sourire.
Son nom de scène (Tortell) provient de la pâtisserie Foix du quartier de Sarrià, à Barcelone.
En 1993, il fonde l'association humanitaire internationale Clowns Sans Frontières.